# ایتاموگی
ایتاموگی (به پرتغالی: Itamogi) یک منطقهٔ مسکونی در برزیل است که در میناز ژرایس واقع شده‌است. ایتاموگی ۱۰٬۱۵۷ نفر جمعیت دارد.